# 福井県道153号水口牛ノ谷線
福井県道153号水口牛ノ谷線（ふくいけんどう153ごう みずぐちうしのやせん）は福井県あわら市内に終始する国道と一般県道を結ぶ一般県道である。

## 路線概要
福井県内において最も北に位置する牛ノ谷地区とあわら市市街地を結ぶ役割を担う路線である。概ねハピラインふくい線と並行して走っており、同路線の駅同士を結ぶ連絡道路としての役割も担っている。さらに広域で見れば国道8号や国道305号、福井県道29号といった幹線とも並行しており、これらの重要路線が通行不能に陥った際の迂回路としての役割も担っている路線といえる。

### 路線データ
- 起点：福井県あわら市春宮
- 終点：福井県あわら市牛ノ谷

## 道路状況
起点から細呂木駅を通りハピラインふくい線をくぐるまでの区間は片側1車線の確保された道路を有している。しかしここから終点まではセンターラインのない1.6から1.8車線程度の若干の狭路が続く区間となっている。細呂木駅付近で福井県道120号細呂木停車場北潟線、牛ノ谷地区内で福井県道124号牛ノ谷停車場線と接続する。センターラインを有する区間には歩道が整備されており車両の通行も多いが、終点の国道8号牛ノ谷交差点が近付くにつれ交通量が減り、最終的には周辺住民の生活道路のような状況となっている。起点付近と終点付近で周辺が様変わりする路線である。

## 接続路線
- 福井県道122号芦原温泉停車場線（あわら市春宮二丁目・水口交差点、起点）
- 福井県道120号細呂木停車場北潟線（あわら市青ノ木・細呂木停車場 -＜重複＞- 同市滝＞
- 福井県道124号牛ノ谷停車場線（あわら市牛ノ谷）
- 国道8号（あわら市牛ノ谷・牛ノ谷交差点、終点）

## 沿線
- 北陸新幹線 芦原温泉駅
- ハピラインふくい線 芦原温泉駅、細呂木駅、牛ノ谷駅